# Al Mulock
Alfred Mulock Rogers, plus connu comme Al Mulock, est un acteur canadien né le 30 juin 1926 à Toronto et mort par suicide en mai 1968.
Il est connu pour ses rôles dans Il était une fois dans l'Ouest et Le Bon, la Brute et le Truand.
Al Mulock s'est suicidé pendant le tournage de Il était une fois dans l'Ouest en sautant par la fenêtre de la chambre de l´ancien hôtel Brasilia à Guadix, en Espagne, habillé du même costume qu'il portait dans le film. Un des scénaristes, Mickey Knox, et le directeur de production, Claudio Mancini, qui étaient assis dans une des chambres de l'hôtel, l'ont vu passer de leur fenêtre. Il ne serait pas décédé tout de suite mais seulement dans l'ambulance, sa côte cassée aurait perforé un poumon à cause de la mauvaise qualité de la route.

## Filmographie sélective
- 1957 : Police internationale
- 1957 : Kill Me Tomorrow de Terence Fisher
- 1959 : La plus grande aventure de Tarzan
- 1960 : Tarzan le magnifique
- 1961 : The Mark
- 1965 : Le Train des épouvantes
- 1966 : Les Centurions
- 1966 : Le Bon, la Brute et le Truand
- 1967 : Le Dernier Jour de la colère
- 1967 : Les Cruels (I crudeli)
- 1968 : Il était une fois dans l'Ouest